# Stakieniszki
Stakieniszki (lit. Staikiškės) − wieś na Litwie, w rejonie wileńskim, 7 km na wschód od Duksztów, zamieszkana przez 3 ludzi. 

## Historia
W dwudziestoleciu międzywojennym leżały w Polsce, w województwie wileńskim, w powiecie wileńsko-trockim, w gminie Mejszagoła.
Po II wojnie światowej w granicach Związku Sowieckiego. Od 1991 na niepodległej Litwie.